# Samuel Hällkvist
Samuel Hällkvist, född 1980 i Dalarna, är en svensk jazzgitarrist.
Samuel Hällkvist utbildade sig på  Skurups folkhögskola och på Musikhögskolan i Malmö. Han är nu bosatt i Köpenhamn.
Samuel Hällkvist fick 2010 utmärkelsen Jazz i Sverige.

## Diskografi (urval)
- 2007 – 15,5 – På begäran (BoogiePost Recordings BPCD002)
- 2010 – Samuel Hällkvist Center (Caprice Records CAP 21819)
- 2012 – Variety of Loud (BoogiePost Recordings BPCD013)
- 2013 – Return to Center (BoogiePost Recordings BPCD018)
- 2015 – Variety of Live